# Et al.

La locution latine et al., du pronom-adjectif indéfini alius (plur. masc. alii, fem. aliæ, neutre alia), « autre », « un autre », est l'abréviation, selon les cas, de… 
- « et alius » (« et autre »),
- « et alii » (« et autres » ; utilisé pour nommer des hommes, ou bien des groupes mixtes),
- « et aliae » (« et autres » ; utilisé pour nommer exclusivement des femmes),
- « et alia » (« et autres choses »),
- « et alibi » (« et ailleurs », utilisé pour terminer des listes de passages dans un texte),

et s'utilise pour tronquer une liste de personnes, de choses ou de lieux, respectivement. Elle est d'usage dans les notices bibliographiques pour les références d’articles ou de livres comportant au moins trois auteurs. On annonce l'auteur principal puis « et al. » au lieu de citer tous les collaborateurs. 
Cependant, suivant la nature de la référence citée, par exemple un ouvrage, un article de revue scientifique, un article de journal, un chapitre d’ouvrage collectif, i.a. (inter alia, entre autres choses), ainsi que le style de citation utilisé ou requis (ex. : style américain, français, voir : conventions bibliographiques) les règles de citation changeront et s'adapteront cas par cas. 
- Exemple : GIRAUD (Jean) et al., Les Mots dans le vent, Larousse, Paris, 1971.

Il est possible d'utiliser les abréviations françaises « et collab. » ou « et coll. » (et collaborateurs) ou bien directement « et coauteurs » qui ne nécessitent pas l'emploi de l'italique (puisque ce ne sont pas des locutions latines). 
- Exemple : GIRAUD (Jean) et collab., Les Mots dans le vent, Larousse, Paris, 1971.